# Anasso
Anasso (in greco antico: Ἀναξώ?, Anaxó) e citata anche come Lisidice od Euridice, è un personaggio della mitologia greca, figlia di Alceo re di Tirinto e di Astidamia.

## Mitologia
Anasso sposò Elettrione (suo zio, in quanto fratello del padre) e da lui ebbe dieci figli: Alcmena (la madre di Eracle), Anfimaco, Archelao, Stratobate, Gorgofone, Filonomo, Celeneo, Lisinomo, Chirimaco e Anattore.